# لائورا مالمی‌وارا
لائورا مالمی‌وارا (فنلاندی: Laura Malmivaara؛ ‏ ۲۶ اکتبر ۱۹۷۳) بازیگر، خواننده، عکاس، مجری تلویزیون، وبلاگ‌نویس و مدل اهل فنلاند است.
از فیلم‌ها یا مجموعه‌های تلویزیونی که وی در آن‌ها نقش داشته است، می‌توان به در مهتاب، اومرتا ۶/۱۲ و شهر مرزی اشاره نمود.